# Tulia
Tulia je poljska muzička grupa. Bend je osnovan 2017. u mestu Šćećin u Poljskoj. Bend se sastoji od tri pevačice: Dominike Siepke, Patricije Novicke i Tulie Biczak, čije je ime izabrano za ime benda. Koriste tradicionalni istočnoevropski način pevanja "biały śpiew".

## Biografija
2017. godine snimili su sopstvenu verziju pesme "Enjoy the Silence" od Metalike koja je istog meseca objavljena na fanpage-u grupe. U novembru 2017. u Šćećinu zvanično je formiran bend Tulia.
25. maja 2018. izdali su svoj prvi album pod nazivom "Tulia", koji je distribuirao Universal Music Poland, a album uključuje niz originalnih pesama, kao i rimejkove pesama poljskih i međunarodnih umetnika. Album je prodan u više od 30000 primerka.
9. juna 2018. izveli su svoju pesmu „Jeszcze Cię nie ma“ na 55. Krajowy Piosenki Polskiej w Opolu festivalu. Tamo su dobile tri nagrade: sudijsku nagradu, nagradu javnosti i posebnu nagradu kompanije ZAiKS.
16. novembra 2018. objavljen je "Tulia (deluxe edition)", album na koji su dodate nove originalne pesme.
Dana 15. februara 2019. godine objavljeno je da je bend izabran od strane poljske javne televizijske kuće TVP kao predstavnik Poljske na Pesmi Evrovizije 2019. u Tel Avivu. Kasnije je odlučeno da će pevati pesmu "Fire of Love (Pali się)". Prije takmičenja učestvovali su na nekoliko promotivnih evrovizijskih koncerata.
14. maja 2019. nastupili su u prvom polufinalu pod rednim brojem 4 i plasirale su se na 11. mjesto u  tom polufinalu sa 120 bodova (sa samo dva boda manje od desetoplasirane Belorusije).

## Članovi
Tulia Biczak (rođena 16. juna 1991) je najstarija članica benda. Studirala je kulturu. Grupa je dobila ime po njoj.
Dominika Siepka (rođena 13. juna 1995) studirala je predškolsko i ranoškolsko obrazovanje. Pored muzičke karijere, želi da postane učiteljica.
Patricija Novicka (rođena 1998. godine) je muzičku školu završila u klasi violine. Sada je koncentrisana na pevanje, ali ponekad svira violinu na koncertima uživo.
Joana Sinkievicz (rođena 2. avgusta 1998) studira kozmetologiju i klasičnu muziku. Grupu je napustila u avgustu 2019. godine, zbog ličnih razloga i zdravstvenih problema.

## Diskografija
- "Enjoy the Silence" (2017)
- "Nieznajomy" (2018)
- "Jeszcze Cię nie ma" (2018)
- "Wstajemy już" (2018)
- "Pali się" (2018)
- "Fire of Love (Pali się)" (2019)
- "Trawnik" (2019)